# Phyllosticta lonicerae
Phyllosticta lonicerae är en svampart som beskrevs av Westend. 1851. Phyllosticta lonicerae ingår i släktet Phyllosticta och familjen Botryosphaeriaceae.   Inga underarter finns listade i Catalogue of Life.